# Cotylorhiza
Cotylorhiza is een geslacht van schijfkwallen uit de familie van de Cepheidae.

## Soorten
- Cotylorhiza tuberculata Saverio Macri, 1778 (Spiegeleikwal)
- Cotylorhiza ambulacrata Haeckel, 1880
- Cotylorhiza erythraea